# Valdemar II. Danski
Valdemar II. Zmagovalec (dansko Valdemar Sejr) ali Osvajalec, je bil od leta 1182 do 1202 vojvoda Schleswiga in od leta 1202 do svoje smrti kralj Danske,  * 28. junij 1170, † 28. marec 1241.
Vzdevek Sejr, ki v danščini pomeni zmaga, je kasnejši izum in ni nastal med njegovim kraljevanjem.

## Ozadje
Bil je drugi sin danskega kralja Valdemarja I. in Sofije Minske. Ko mu je umrl oče, je bil star komaj dvanajst let. Imenovan je bil za vojvodo Južne  Jutlandije (latinsko dux slesvicensis). Njegov regent je bil škof Valdemar Knudsen, nezakonski sin danskega kralja Knuta V. Škof Valdemar je bil ambiciozen mož in je svoje ambicije prikrival kot ambicije mladega Valdemarja. Ko je bil škof Valdemar leta 1192 imenovan za bremenskega nadškofa, je bil razkrit njegov načrt, da bi s pomočjo nemškega plemstva strmoglavil danskega kralja Knuta VI.,  starejšega brata vojvode Valdemarja, in se postavil na danski prestol.
Vojvoda Valdemar je prepoznal grožnjo, ki jo je predstavljal škof Valdemar. Leta 1192 ga je povabil v Aabenrao, škof pa je nato pobegnil na Norveško, da bi se izognil aretaciji. Naslednje leto je škof Valdemar s podporo Hochenstaufnov organiziral  floto 35 ladij in napadel obalo Danske ter zahteval danski prestol zase na podlagi dejstva, da je sin kralja Knuta V. Leta 1193 ga je kralj Knut VI. ujel. Od leta 1193 do 1198 je bil v ujetništvu v Nordborgu in nato do leta 1206 v stolpu gradu Søborg na Zelandiji.  Kasneje je bil osvobojen na pobudo Dagmar Češke, žene vojvode Valdemarja, in papeža Inocenca III. in po prisegi, da se ne bo nikoli več vmešaval v danske zadeve.
Mladi vojvoda Valdemar se je soočal tudi z grožnjo  grofa Adolfa III. Holsteinskega. Adolf je skušal prepričati druge nemške grofe, da bi Danski vzeli južno Jutlandijo, in pomagal v zaroti škofa Valdemarja, da bi zasedel danski prestol. Ko je bil škof spet v zaporu, je vojvoda Valdemar odšel s svojimi enotami  na jug ter zavzel Adofovo trdnjavo v Rendsburgu. Grofa je v bitki pri Stellau leta 1201 premagal in ujel in ga zaprl v celico poleg celice škofa Valdemarja. Dve leti kasneje si je grof Adolf zaradi bolezni lahko kupil pot iz zapora tako, da je vojvodi Valdemarju prepustil ves Schleswig  severno od Labe. Novembra 1202 je starejši brat vojvode Valdemarja, kralj Knut VI., nepričakovano umrl brez otrok.

## Vladanje
Valdemar II je začel vladati leta 1202 po smrti svojega starejšega brata Knuta VI. in postal eden od najpomembnejših danskih kraljev. Med njegovo vladavino je danska ekspanzija dosegla vrhunec. Danska je imela vpliv na celotno baltsko regijo, še posebej na Estonijo. Da bi podprl to širitev, je prenesel sedež oblasti z Jutlandije na Sjælland. Zavladal je tudi v Holsteinu, potrdil svojo oblast nad Schleswigom in 15. junija 1219 v bitki pri Lyndanisse (današnji Talin) osvojil Estonijo. Med to bitko je po legendi z neba padla danska zastava.
Leta 1225 je bil Valdemarja II. in njegovega sina ujel grof Henrik I.  Schwerinski. Pobudnik tega dejanja je bil cesar Friderik II. Za Valdemarjevo izpustitev se je zavzel tudi papež Honorij III., zato je cesar Valdemarja izpustil pod pogojem, da mu preda Holstein. Valdemar II. je bil osvobojen in že decembra 1225 razglasil sporazum za neveljaven. Začel je zbirati vojsko, sklenil zavezništvo z Welfi in se leta 1227 spopadel z nasprotnikom. V bitki pri Bornhövedu je bil zaradi izdaje kmetov poražen in izgubil oko. Bitka je pomenila konec njegovih prizadevanj za razširitev ozemlja.

### Notranja politika
Valdemar se je nato posvetil domačim zadevam. Ena od sprememb, ki jih je uvedel, je bila podelitev posesti svojim pristašem. To je povečalo moč plemiških družin (højadelen) in izboljšalo položaj nižjega plemstva (lavadelen). Svobodni kmetje so izgubili svoje tradicionalne pravice in privilegije iz obdobja Vikingov.
Preostanek svojega življenja je posvetil pripravi zakonika Jyske Lov, ki je veljal do leta 1683. Zakonik je bil potrjen na zboru plemstva v Vordingborgu leta 1241, tik pred Valdemarjevo smrtjo. 
Valdemar II. je bil pokopan poleg svojih dveh žena v opatiji Ringsted.

## Družina
Valdemar II. se je leta 1205 poročil z Marketo, hčerko češkega kralja Přemysla Otokarja I., ki se je po poroki preimenovala v Dagmar. Leta 1212 ali 1213 je umrla na porodu svojega drugega sina. Valdemar je leta 1218 svojega najstarejšega sina Valdemarja Mlajšega imenoval za svojega sovladarja. Sin je bil leta 1231 na lovu smrtno ranjen. 
Leta 1214 se je Valdemar II. poročil s princeso Berengarijo Portugalsko, s katero je imel hčerko in tri sinove, ki so vsi trije postali danski kralji: 
- Erik IV. (1216 – 10. avgust 1250),[9]
- Sofija Danska (1217–1247), poročena leta 1230 z  brandenburškim mejnim grofom Ivanom I.,[9]
- Abel (1218 – 29. junij 1252)[9]
- Krištof I. (1219 – 29. maj 1259)[9] in
- mrtvorojen otrok (1221).

Valdemar je imel tudi dva izvenzakonska sinova: 
- Nielsa, grofa Hallanda, in
- Knuta, vojvodo Estonije.